# 앨런 뷰캐넌
앨런 뷰캐넌(Allen Buchanan)는 미국의 윤리학자이다.

## 같이 보기
- 자유주의 우생학
- 트랜스휴머니즘
- 프랜시스 후쿠야마
- 위르겐 하버마스